# Livnički pesak
Livnički pesak, takođe poznat kao pesak za kalupe, je pesak koji kada je navlažen i komprimovan ili nauljen ili zagrejan ima tendenciju da se dobro spakuje i zadrži svoj oblik. On se koristi u procesu peščanog livenja za pripremu kalupne šupljine.

## Zeleni pesak
Zeleni pesak je agregat peska, bentonitne gline, uglja u prahu i vode. Njegova glavna upotreba je u izradi kalupa za livenje metala. Najveći deo agregata je pesak, obično silicijum dioksid ili ponekad olivin. Postoji mnogo recepata za proporciju gline, ali svi oni postižu različite ravnoteže između kalupljivosti, završne obrade površine i sposobnosti vrućeg rastopljenog metala da se degasira. Ugalj, koji se obično naziva morski ugalj, koji je prisutan u odnosu manjem od 5%, delimično sagoreva na površini rastopljenog metala, što dovodi do otpuštanja organskih para.
Livenje u pesak je jedan od najranijih oblika livenja koji se praktikovao zbog jednostavnosti materijala. I dalje ostaje jedan od najjeftinijih načina livenja metala zbog jednostavnosti. Druge metode livenja, kao što su one pomoću školjkastog kalupa, mogu se pohvaliti višim kvalitetom završne obrade površine, ali imaju veću cenu.
Zeleni pesak (kao i drugi pesak za livenje) se obično nalazi u onome što radnici livnice nazivaju „bocama“, a to nisu ništa drugo do kutije bez dna ili poklopca. Kutija je podeljena na dve polovine koje se slažu zajedno tokom upotrebe. Polovine se nazivaju kopčom i bocom za prevlačenje.
Nije sav zeleni pesak zelene boje. Ali se smatra „zelenim” u smislu da se koristi u vlažnom stanju (slično zelenom drvetu). Prema veb stranici Federacije livenih metala, alternativni metod livenja je toplotno sušenje oblikovanog peska pre izlivanja rastopljenog metala. Ovaj proces livenja u suvi pesak rezultira čvršćim kalupom koji je pogodniji za teže livenje.